# Завод метанолу та азотної хімії у Сітрі
Завод метанолу та азотної хімії у Сітрі – хімічний завод у Бахрейні, який діє у портово-індустріальній зоні Сітра.
Завод став одним із проектів, що були спрямовані на монетизацію газових ресурсів формації Хуфф родовища Авалі (Бахрейн).  Його діяльність почалась із запуском у 1985 році виробництв метанолу та аміаку потужністю по 1000 тон на добу. В 1989-му кожну з цих лінії модернізували до рівня у 1200 тон на добу, а в 1998-му завод доповнили виробництвом сечовини добовою потужністю 1700 тон.
В 2017-му комплекс використав 1,28 млрд м3 природного газу та виробив 1,6 млн тон продукції, з яких було експортовано 1,21 млн тон (частина аміаку була спожита самим підприємством як напівфабрикат).
Підприємство має власний морський термінал для відвантаження гранульованої сечовини, тоді як метанол та аміак експортуються через причал для рідких вантажів компанії BAPCO.
З метою зменшення навантаження на довкілля у 2010-му на заводі запустили установку уловлювання діоксиду вуглецю продуктивністю 450 тон на добу. В подальшому цей газ використовується для продукування сечовини. 
Проект реалізовували через компанію Gulf Petrochemical Industries Company, засновниками якої на паритетних засадах стали бахрейнська державна нафтова компанія BAPCO, саудійський нафтохімічний концерн SABIC та кувейтська Petrochemical Industries Company.